# Каприоло (Бреша)
Каприоло (итал. Capriolo) је насеље у Италији у округу Бреша, региону Ломбардија.
Према процени из 2011. у насељу је живело 8817 становника. Насеље се налази на надморској висини од 210 м.

## Становништво
| 1936. | 1951. | 1961. | 1971. | 1981. | 1991. | 2001. | 2011. |
| ----- | ----- | ----- | ----- | ----- | ----- | ----- | ----- |
| 4.233 | 4.902 | 5.553 | 6.379 | 7.182 | 7.669 | 8.347 | 9.115 |